# Коркондре
Коркондре (фр. Corcondray) насеље је и општина у источној Француској у региону Франш-Конте, у департману Ду која припада префектури Безансон.
По подацима из 2011. године у општини је живело 130 становника, а густина насељености је износила 24,16 становника/km². Општина се простире на површини од 5,38 km². Налази се на средњој надморској висини од 230 метара (максималној 298 m, а минималној 214 m).

## Демографија
| 1962. | 1968. | 1975. | 1982. | 1990. | 1999. | 2011. |
| ----- | ----- | ----- | ----- | ----- | ----- | ----- |
| 96    | 102   | 108   | 118   | 127   | 130   | 130   |

График промене броја становника у току последњих година